# ولاد مولدووانو
ولاد مولدووانو (انگلیسی: Vlad Moldoveanu؛ زادهٔ ۱۱ فوریهٔ ۱۹۸۸) بازیکن بسکتبال اهل رومانی است.
از باشگاه‌هایی که در آن بازی کرده‌است می‌توان به یونیورسو ترویزو اشاره کرد.